# Septarie

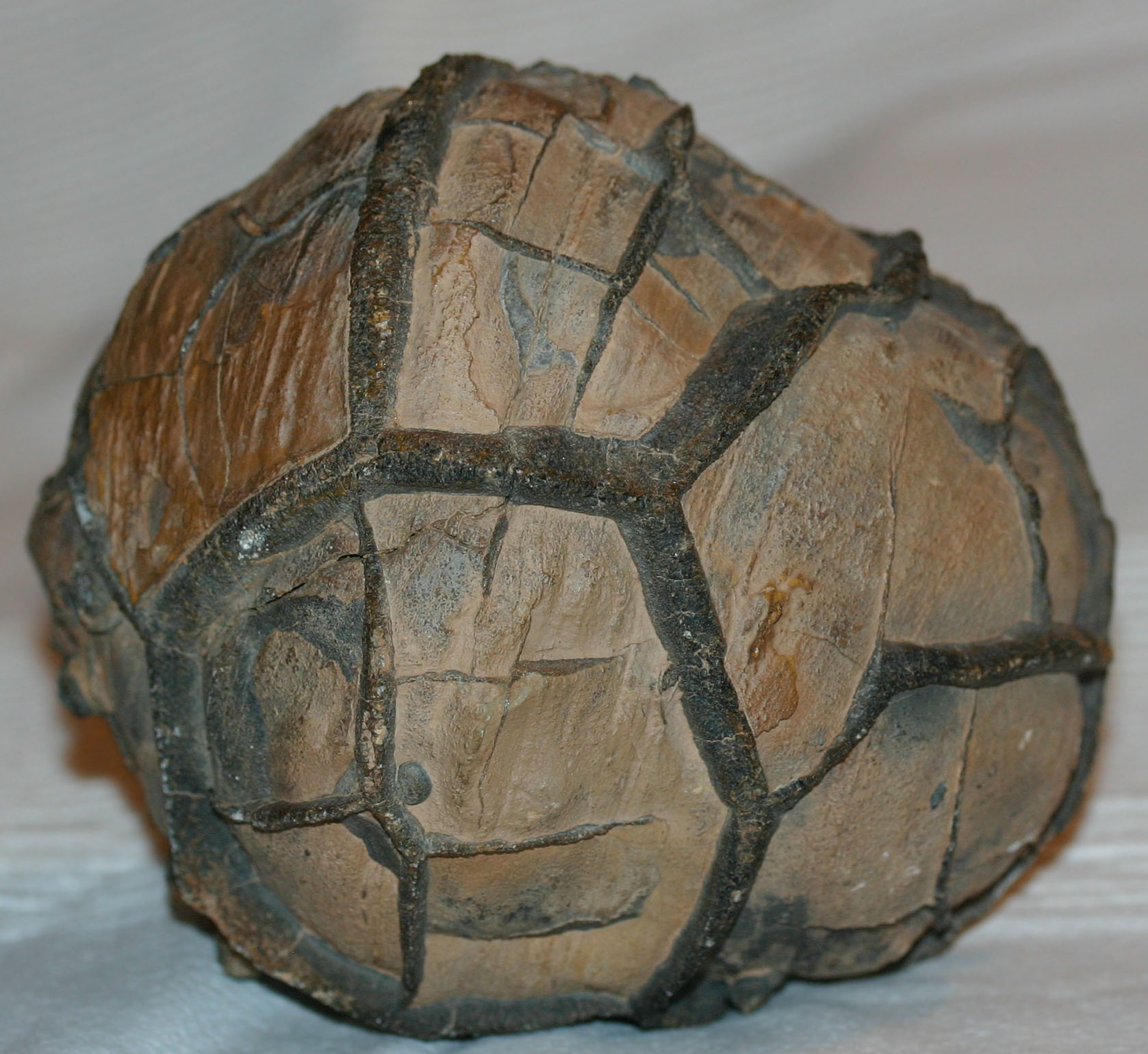
Septarie aus Nordafrika

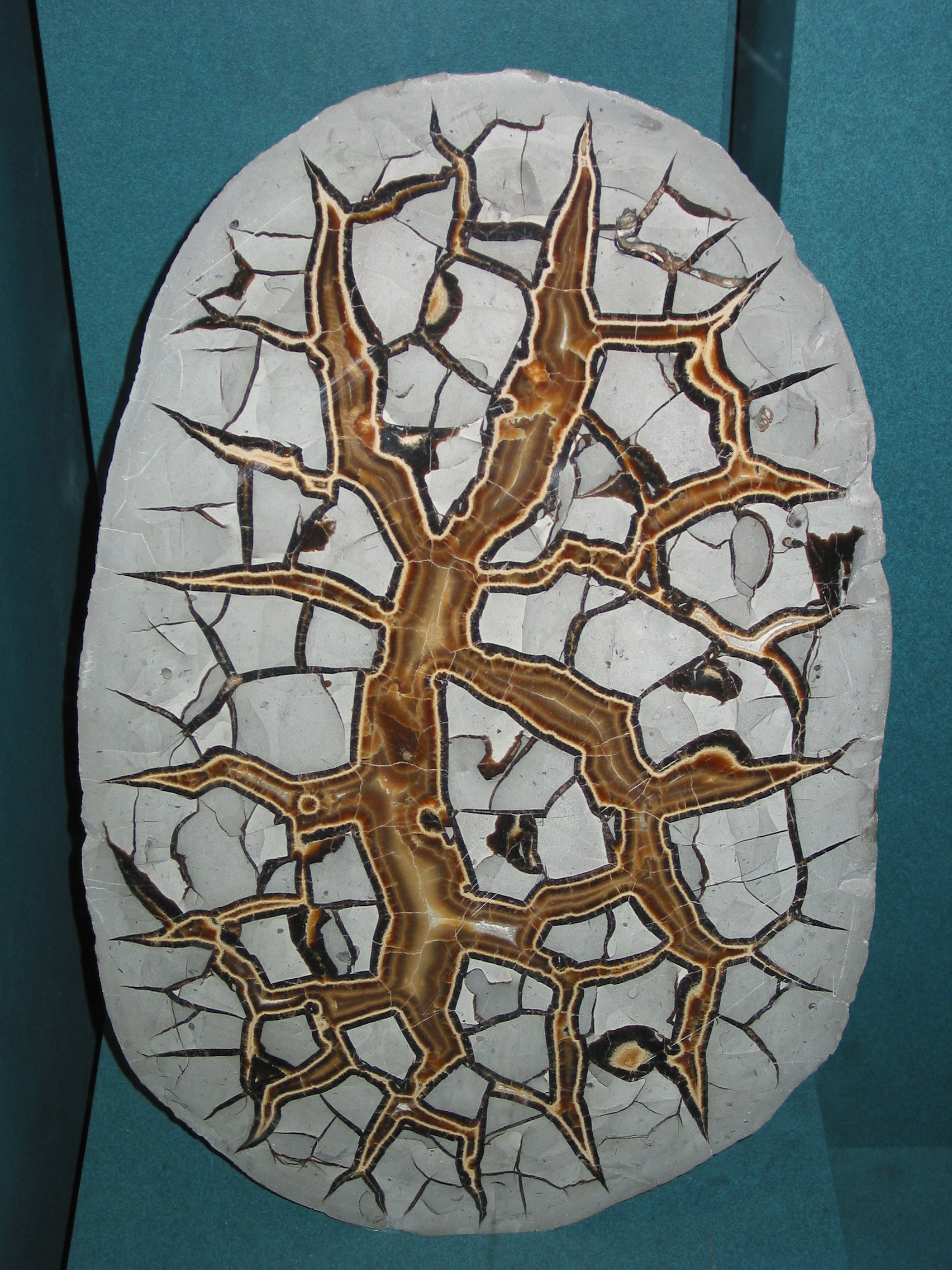
Septarie, Anschliff. Canadian Museum of Nature, Ottawa

Septarie ist ein Begriff aus der Geologie. Abgeleitet von lat. s(a)eptum (= Scheidewand) bezeichnet er Kalkkonkretionen in kalkhaltigen Tonen von teils erheblicher Größe. In ihrem Inneren sind sie von radialen Spalten (Austrocknungs-Schrumpfungsrisse) durchzogen. Häufig scheiden sich in diesen Rissen Minerale wie Calcit ab (Septenbildung), aber auch andere Füllungsmineralien (zum Beispiel Siderit, Pyrit, Baryt oder Quarz) können vorhanden sein.
Im Zentrum von Septarien findet sich sehr häufig ein Nucleus aus ursprünglich organischem Material.

## Entstehung
Nach F. Lippmann (1955) geht die Entstehung von Septarien auf die Zersetzung von Organismen zurück. Demnach kommt es bei der Zersetzung organischen Materials zu Bildung von Ammoniak und Aminen, die im umliegenden Sediment zu einer pH-Wert-Erhöhung führen. Diese setze die Löslichkeit von Karbonaten herab, was zum Hinwandern und Abscheiden von Karbonaten am Fossil führe. Auf diese Weise entstehe im umliegenden Sediment eine Untersättigung an Karbonaten, die ihrerseits zum Hinwandern immer neuer karbonatischer Porenwasserlösungen führe. So können sich Septarien immer weiter vergrößern, bis die Zersetzung des organischen Materials, also die Ammoniakentstehung, beendet ist oder aber der Nachschub von Kalk versiegt.

## Vorkommen
Septarien sind weltweit zu finden und kommen üblicherweise in karbonatreichen Tonschiefern vor. Eine im mittleren Oligozän abgelagerte Schicht, der Septarienton, erhielt wegen des regelmäßigen Vorkommens von Septarien diesen Namen.

## Nutzung
Septarien werden hauptsächlich kunstgewerblich genutzt. Aufgrund ihres im Anschliff oft attraktiven Musters werden große Exemplare beispielsweise zu Tischplatten oder Bücherstützen, kleinere etwa zu Broschen verarbeitet.

## Galerie

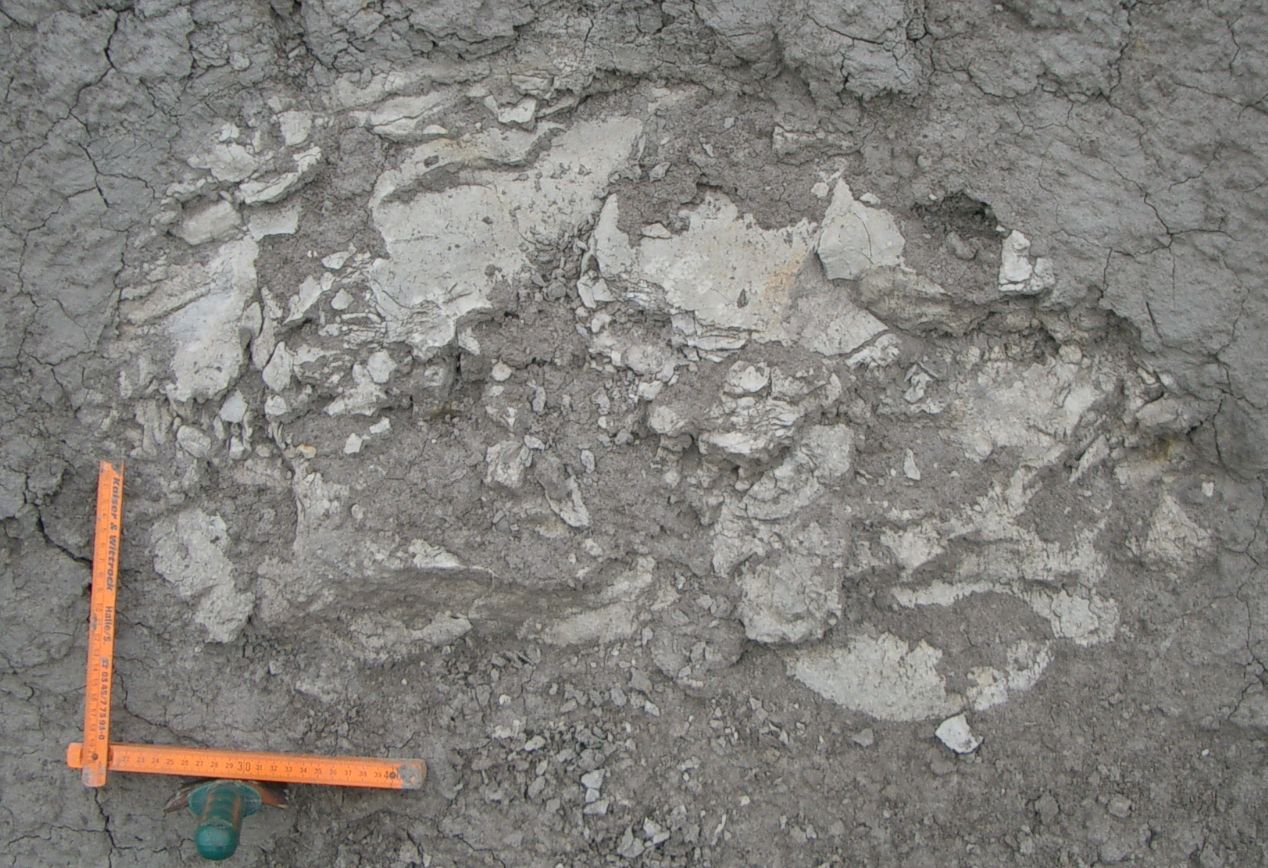
Septarie aus dem Rupel des Tagebaus Amsdorf
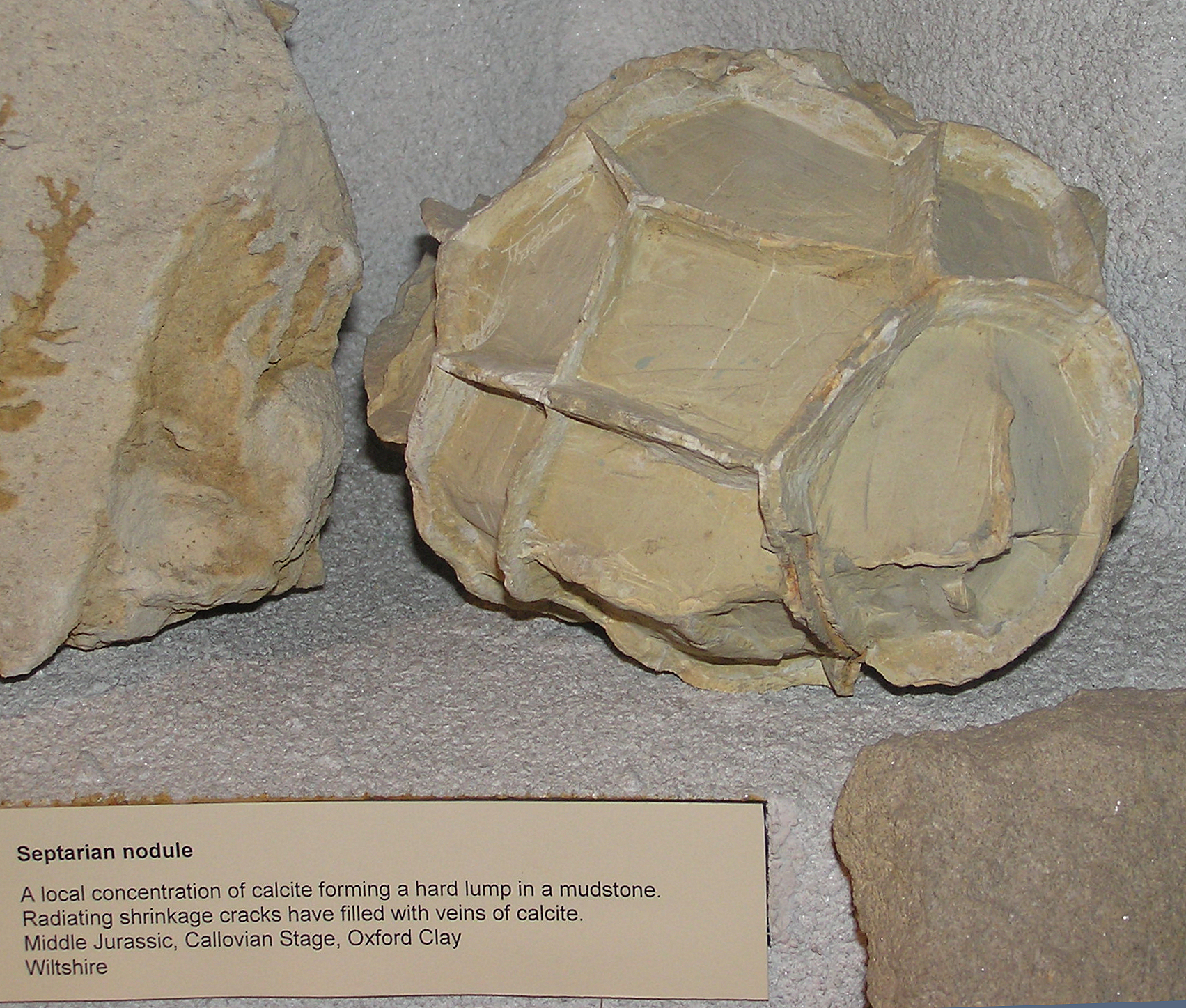
Septarie. Bristol City Museum
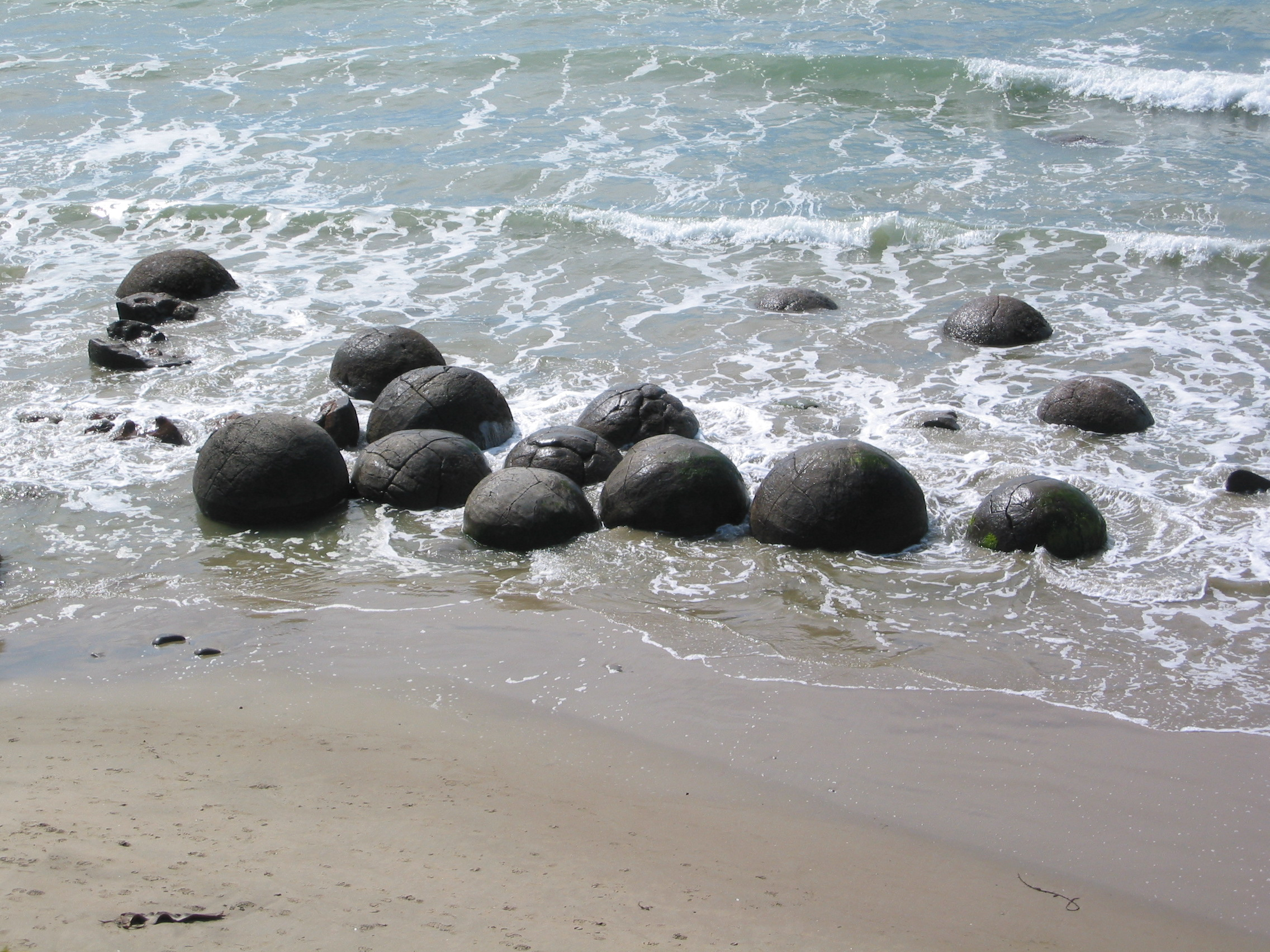
Moeraki Boulders in Neuseeland
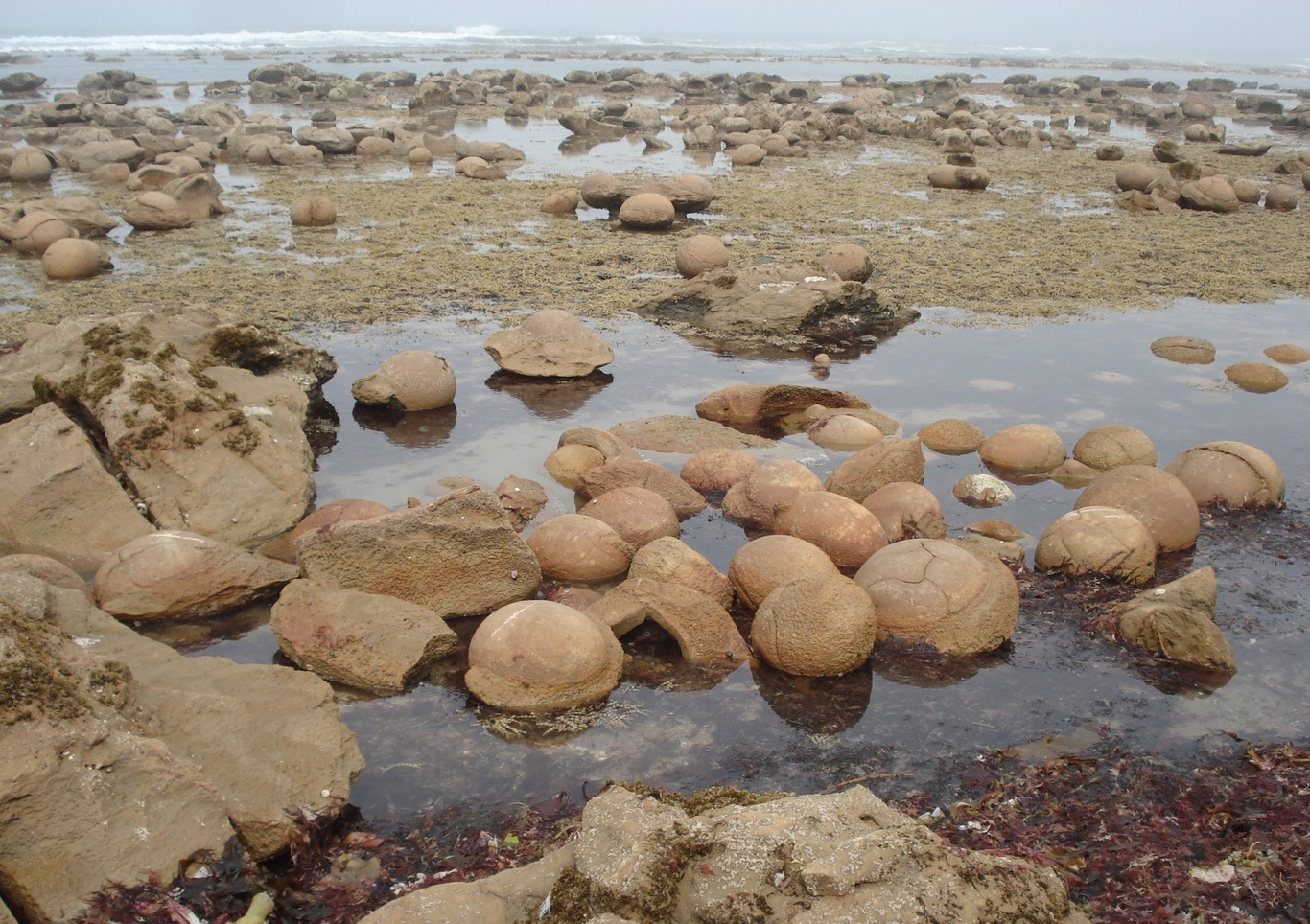
Die Katiki Boulders in Neuseeland
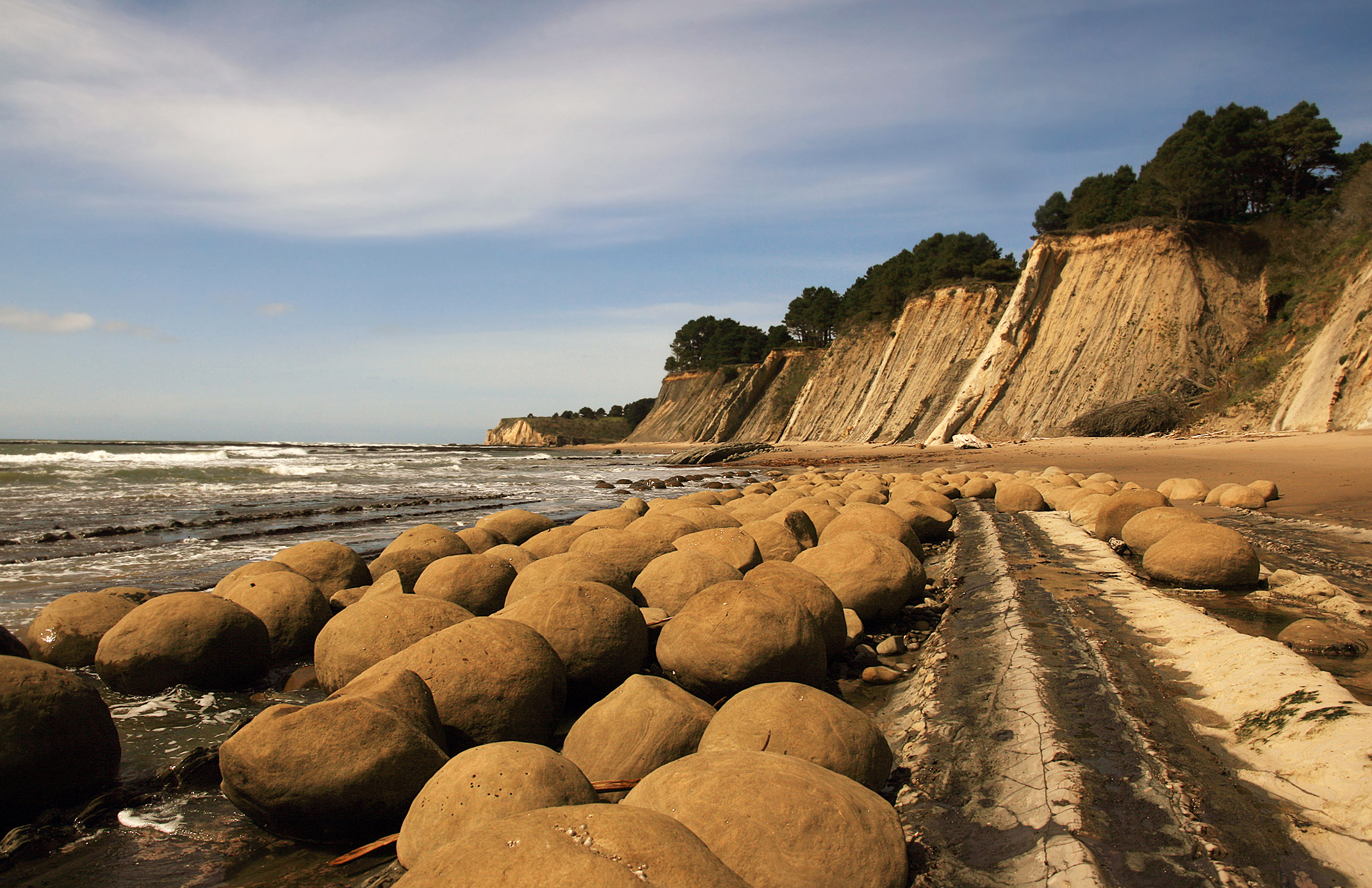
Konkretionen am Bowling Ball Beach, Kalifornien, USA
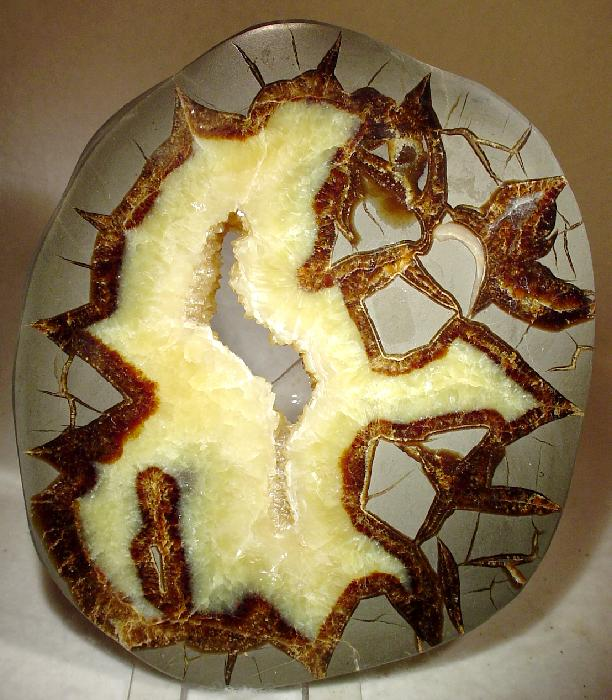
Septarie vom Muddy Creek, Utah